# Glenea decolorata
Glenea decolorata là một loài bọ cánh cứng trong họ Cerambycidae.